# Петар Босанчич
Петар Босанчич (хорв. Petar Bosančić, нар. 19 квітня 1996, Спліт) — хорватський футболіст, захисник боснійського клубу «Широкі Брієг». Грав за молодіжну збірну Хорватії.

## Клубна кар'єра
Народився 19 квітня 1996 року в місті Спліт. Вихованець юнацьких команд футбольних клубів «Солін» та «Хайдук» (Спліт).
Дебютував у першій команді «Хайдука» 26 квітня 2015 року в матчі чемпіонату проти «Славен Белупо» (2:0). Втім закріпитись у рідній команді не зумів, через що з 2015 по 2017 рік грав на правах оренди у складі команд другого дивізіону «Дугопольє» та «Сесвете». Повернувшись до Спліту, Босанчич зіграв ще 6 ігор у чемпіонаті, але так і не став основним гравцем.
2018 року уклав контракт з клубом «Істра 1961», у складі якого провів наступні три роки своєї кар'єри гравця. Більшість часу, проведеного у складі «Істри», був основним гравцем захисту команди.
23 вересня 2021 року підписав контракт до кінця сезону з «Маріуполем», ставши першим хорватським легіонером в історії команди. 25 вересня дебютував за «азовців» у матчі чемпіонату проти «Олександрії» (1:2).

## Виступи за збірну
Протягом 2017—2018 років зіграв за молодіжну збірну Хорватії у 3 офіційних матчах і забив 1 гол.

## Досягнення
- Володар  Кубка Латвії (1) : 2023
- Володар  Суперкубка Латвії (1) : 2024